# Kościół św. Jana Chrzciciela w Gnojnie
Kościół świętego Jana Chrzciciela – rzymskokatolicki kościół parafialny należący do dekanatu chmielnickiego diecezji kieleckiej.
Świątynia została zbudowana w 1470 roku z kamiennych ciosów, następnie była przebudowywana w latach 1596–1598. Cechy stylu barokowego uzyskała dzięki gruntownej rozbudowie w XVII wieku. Kościół został wybudowany na planie krzyża z prostokątną nawą, jego prezbiterium jest węższe od nawy i zamknięte jest trójkolistą apsydą. Wnętrze świątyni jest ozdobione dwiema kaplicami: Matki Bożej Pocieszenia oraz Matki Bożej Różańcowej powstałej w XVIII wieku. Według niektórych źródeł kościół jest określany jako sanktuarium Matki Bożej Różańcowej. O tym fakcie świadczą również liczne wota zostawione wokół obrazu. W ołtarzu głównym, zbudowanym w stylu późnobarokowym i otoczonym kolumnami znajduje się krucyfiks pochodzący z XVIII wieku. Z lewej i prawej strony znajdują się dwa ołtarze boczne w stylu późnobarokowym. Świątynia posiada obraz Chrystusa Ukrzyżowanego namalowany w XVIII wieku.

## Galeria

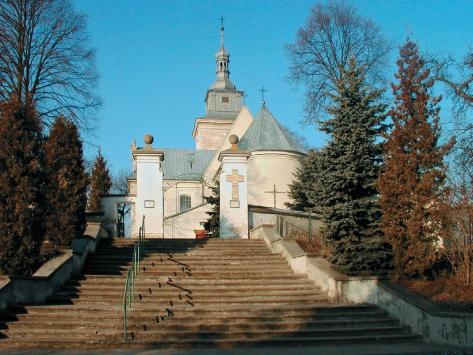
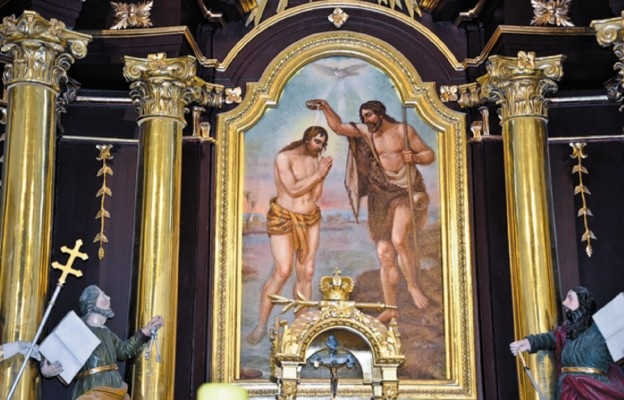
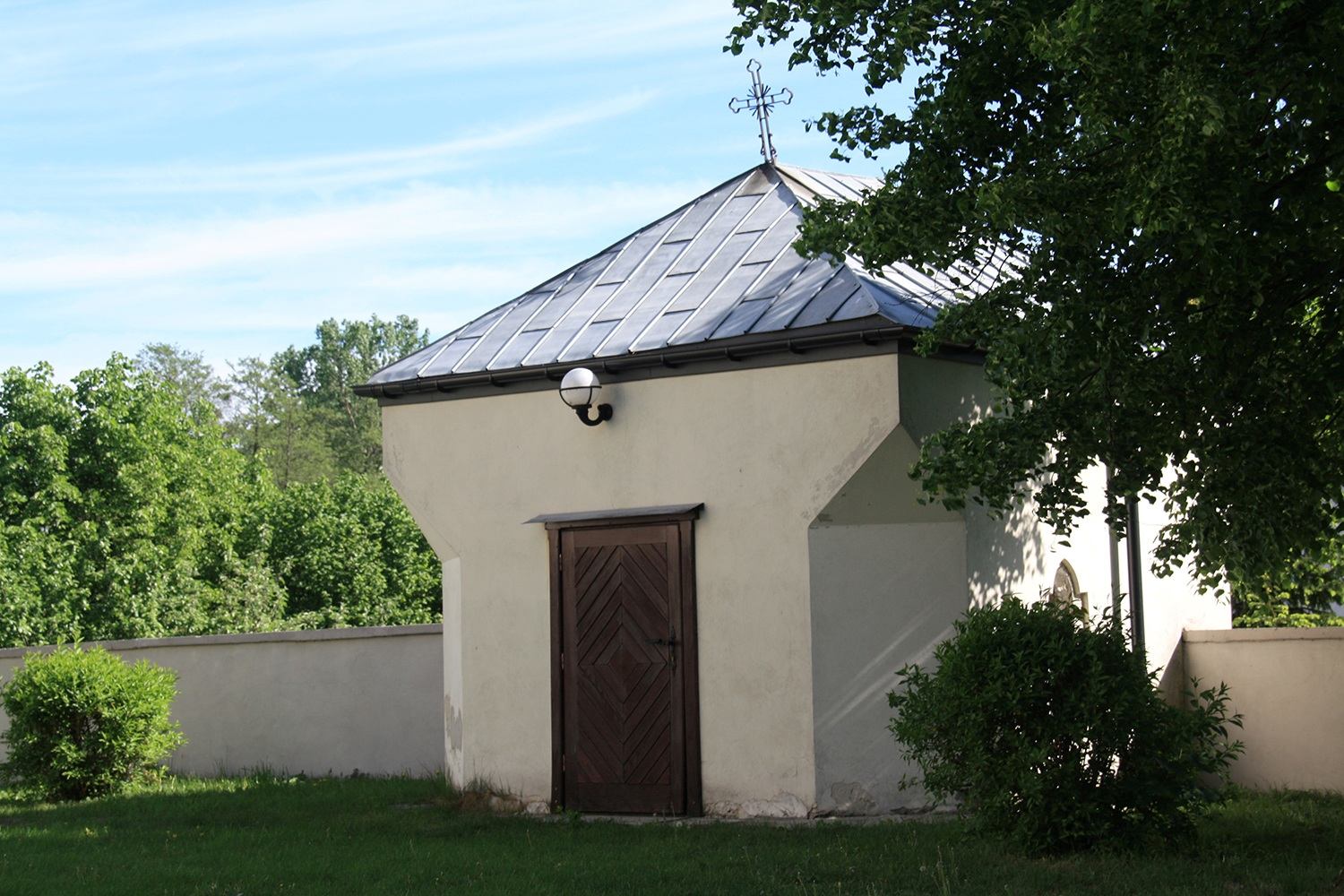